# Глаголев, Виктор Александрович
Виктор Александрович Глаголев (4 августа 1939 — 27 ноября 1989) — советский хоккеист, нападающий. Мастер спорта СССР.

## Биография
Воспитанник «Метростроя» Москва. Выступал за ЛИИЖТ Ленинград (1956/57), молодёжную команду «Локомотив» Москва (1957/58), МВО Калинин (1958/59 — 1959/60), ЦСКА (1960/61 — 1961/62), СКА Куйбышев (1962/63 — 1963/64), «Химик» Воскресенск (19636/46 — 1964/65), «Сатурн» Раменское (1964/65 — 1965/66).
Чемпион СССР 1960/61, обладатель Кубка СССР 1961.
Похоронен на Донском кладбище.